# Inside the Third Reich
Inside the Third Reich ist ein mehrteiliger amerikanischer Fernsehfilm von 1982 nach der Autobiografie Erinnerungen von Albert Speer. Er wurde zuerst durch den US-Fernsehsender ABC ausgestrahlt.

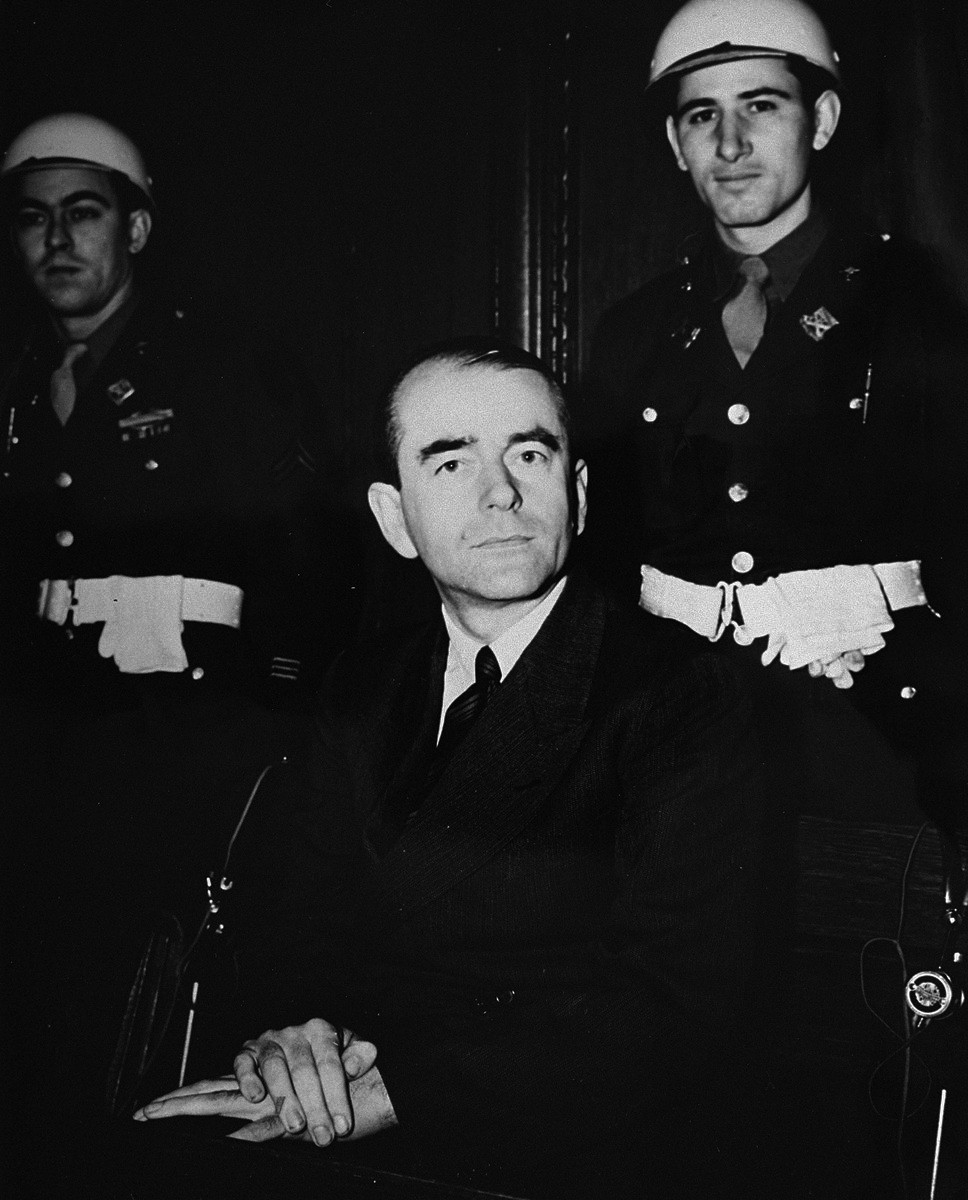
Albert Speer als Angeklagter in Nürnberg, 1945 oder 1946

Der Film weicht in wichtigen Punkten von Speers Buch ab – hauptsächlich darin, wie Speer selbst die Verbrechen der Nationalsozialisten wahrnahm. In seinen Memoiren erwähnt Speer die wachsende Verfolgung der Juden während der 1930er Jahre an keiner Stelle – der Film aber geht darauf ein, zeigt Speers fehlende Reaktion auf die Novemberpogrome vom 9. auf den 10. November 1938, obwohl Speer in seinen Ausführungen nie von der „Reichskristallnacht“ sprach.

## Auszeichnungen
- Primetime Emmy Award 1982
  - Outstanding Directing in a Limited Series or Special (gewonnen)
  - Outstanding Film Sound Editing (gewonnen)
  - Outstanding Supporting Actor in a Limited Series or a Special  (Derek Jacobi, nominiert)
  - Outstanding Art Direction for a Limited Series or a Special (nominiert)
  - Outstanding Film Editing for a Limited Series or a Special (nominiert)
  - Outstanding Individual Achievement – Creative Special Achievement (nominiert)

- Directors Guild of America 1983
  - Outstanding Directorial Achievement in Dramatic Specials (gewonnen)